# Land Rover Series I
Der Land Rover ist ein Fahrzeug des britischen Fahrzeugherstellers Rover, das von 1948 bis 1958 hergestellt wurde. Er ist das erste Fahrzeug von Rover, das den Namen Land Rover trug. Als landwirtschaftliches Fahrzeug konzipiert, entwickelte sich der Land Rover zu einem weltweit verbreiteten Geländewagen. Um das Fahrzeug von seinen Nachfolgern unterscheiden zu können, wird heute die Bezeichnung Land Rover Series I vom Hersteller und in der Fachliteratur verwendet. Nachfolger des ersten Land Rover wurde der Land Rover Series II.

## Geschichte

### Vorgeschichte und Prototypen
Ursprünglich war Rover ein in Coventry ansässiger Automobilhersteller, der Limousinen der oberen Mittelklasse herstellte. Während des Zweiten Weltkrieges wurde in Solihull nahe Birmingham eine neue Fabrik errichtet, in der für das Luftfahrtministerium vor allem Flugzeuge gebaut wurden. Nach einem Bombenangriff wurde im Jahre 1940 schließlich die gesamte Produktion nach Solihull verlegt. Als der Zweite Weltkrieg vorüber war, war die Modellpalette Rovers inzwischen veraltet, und für den Automobilbau notwendiges Stahlblech wurde von der britischen Regierung rationiert. Firmen, die wirtschaftlich erfolgreich Fahrzeuge für den Exportmarkt bauten, wurden in der Belieferung mit Stahl von der Regierung bevorzugt. Der Geschäftsführer von Rover, Spencer Wilks, war gezwungen, ein leicht zu fertigendes Fahrzeug aus Birmabright, einer Aluminiumlegierung für den Flugzeugbau, in Auftrag zu geben, das für Exportmärkte attraktiv war, um so den Erhalt von Rover langfristig sicherzustellen.
Der Chefentwickler Maurice Wilks hatte die Idee, ein Fahrzeug auf Basis des Willys MB zu bauen, da er von den Geländeeigenschaften des Willys MB beeindruckt war. Der Willys MB war im Zuge des Zweiten Weltkrieges in großen Stückzahlen von den Amerikanern nach Europa gebracht worden. Wilks konstruierte eine einfache Karosserie, die aus Blechen bestand, die leicht in Handarbeit gebogen und mit einer konventionellen Säge zugeschnitten werden konnten. Diese Karosserie setzte er auf das Chassis eines Willys MB. Ungewöhnlich war, dass das Lenkrad mittig angebracht war, sodass es in der ersten Reihe nur einen Sitz für den Fahrer gab. Der so entstandene Prototyp war eine Mischung aus Ackerschlepper und leichtem Lastkraftwagen und war in erster Linie für landwirtschaftliche Zwecke bestimmt. Zum Antrieb von Anbaugeräten hatte dieser Prototyp auch eine Zapfwelle, sein Innenraum war minimalistisch. Die Anordnung des Fahrersitzes in der Mitte des Fahrzeuges stellte sich als unpraktisch heraus, da bei geschlossenem Verdeck die Handzeichen des Fahrers nicht mehr sichtbar waren. Das Lenkrad wurde daraufhin nach der rechten Seite verlegt.

### Serienmodell

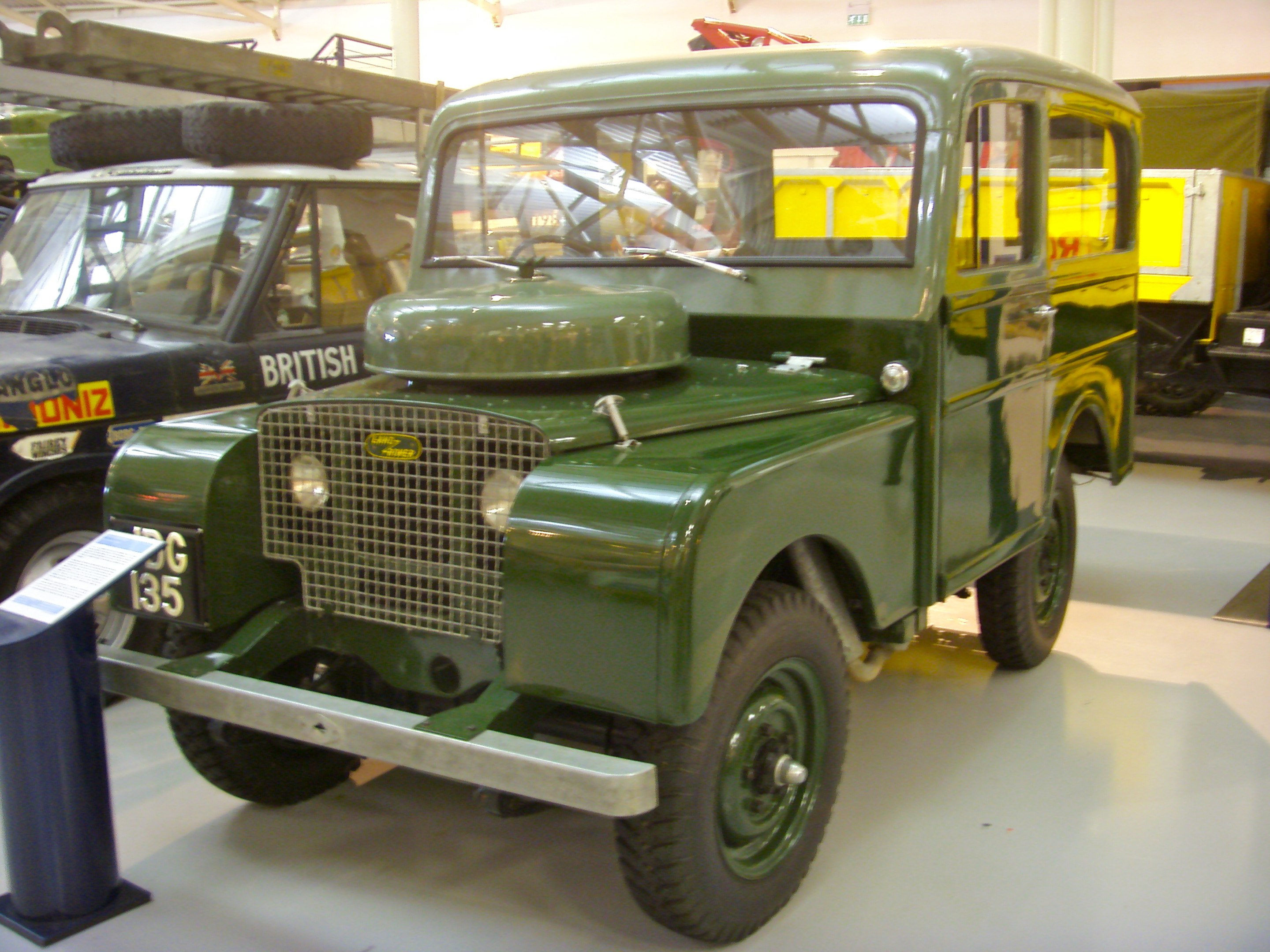
Tickford-80-Kombiwagen mit Holzgerippekarosserie.

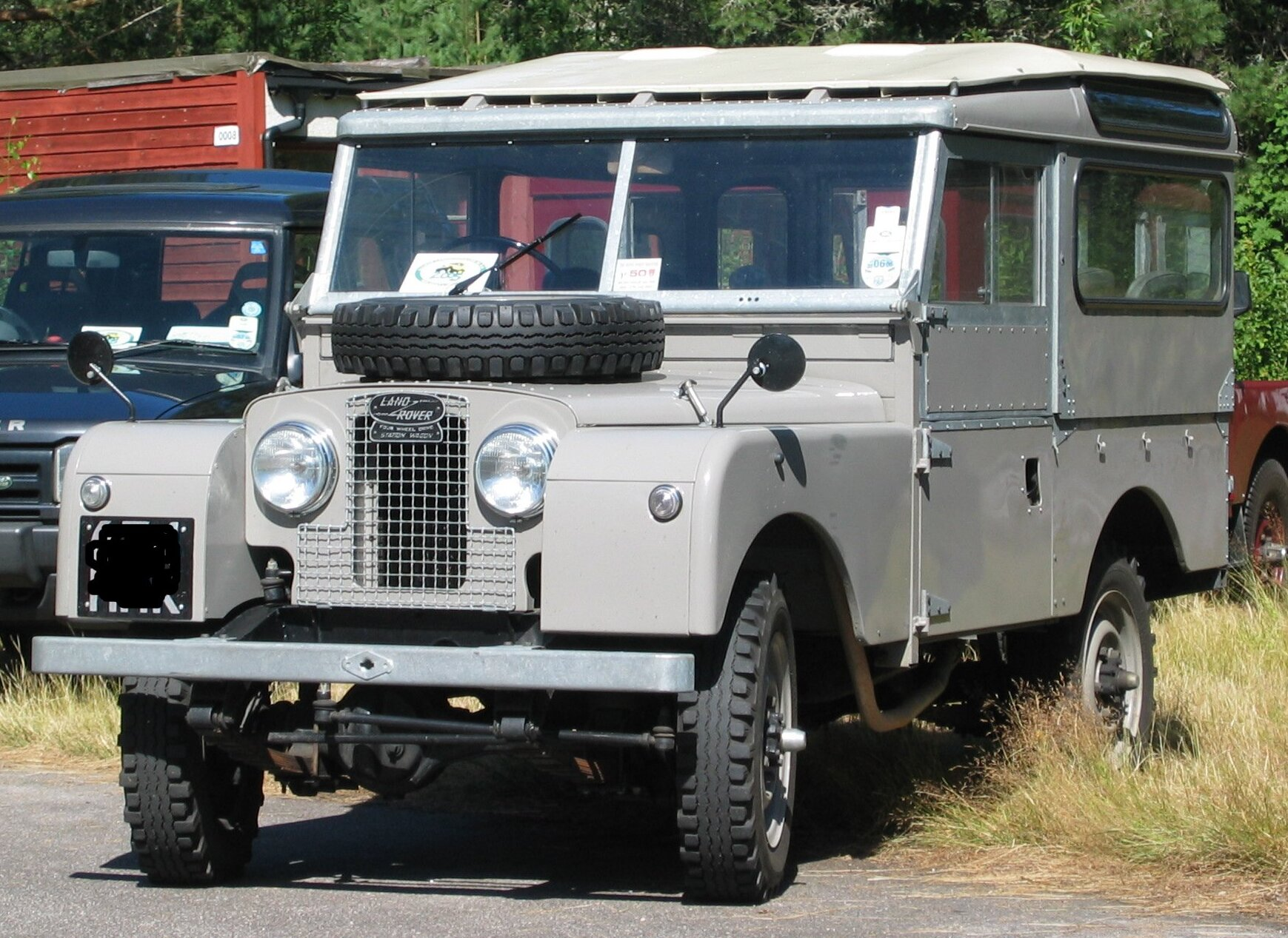
Land Rover 86-Kombiwagen mit Safaridach

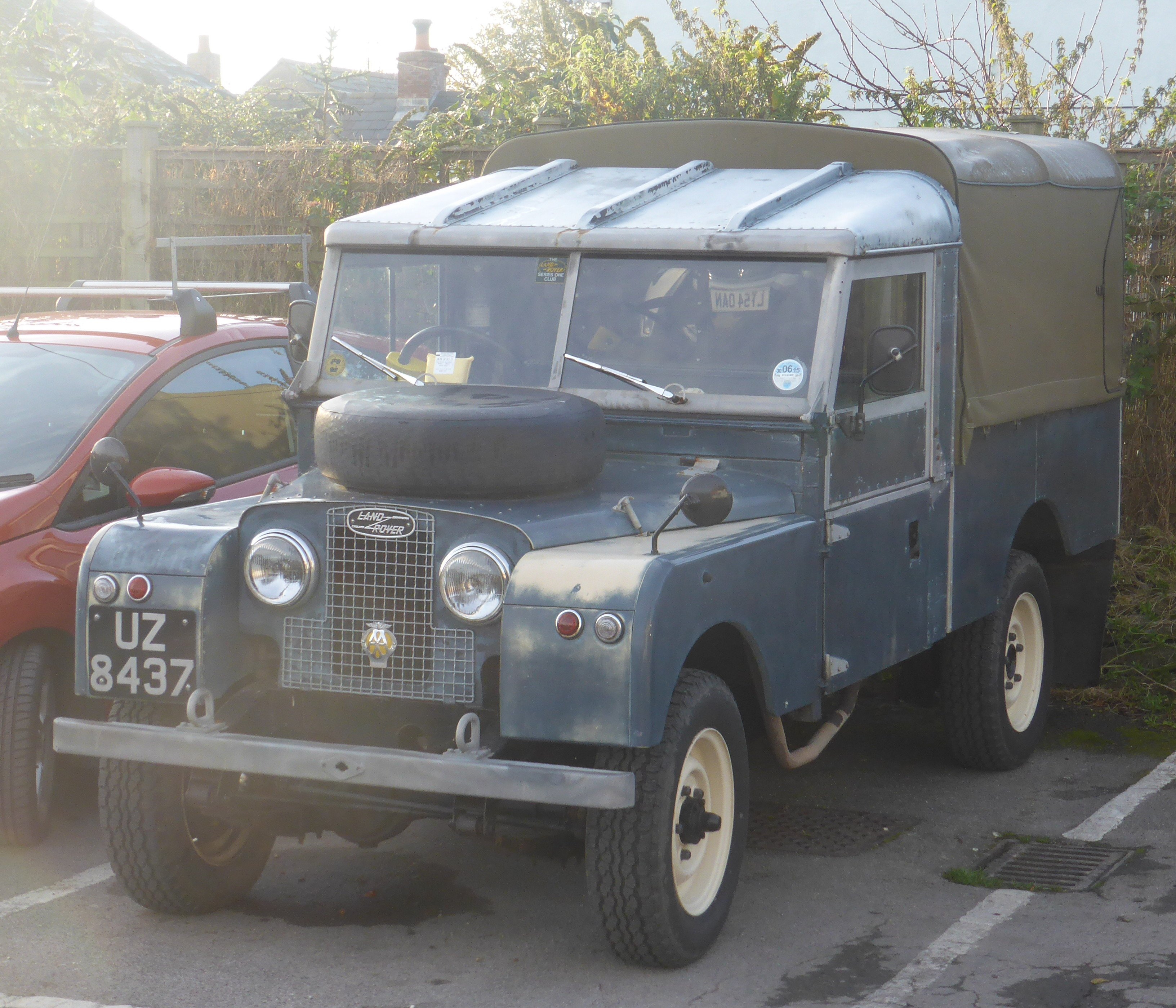
Land Rover 107

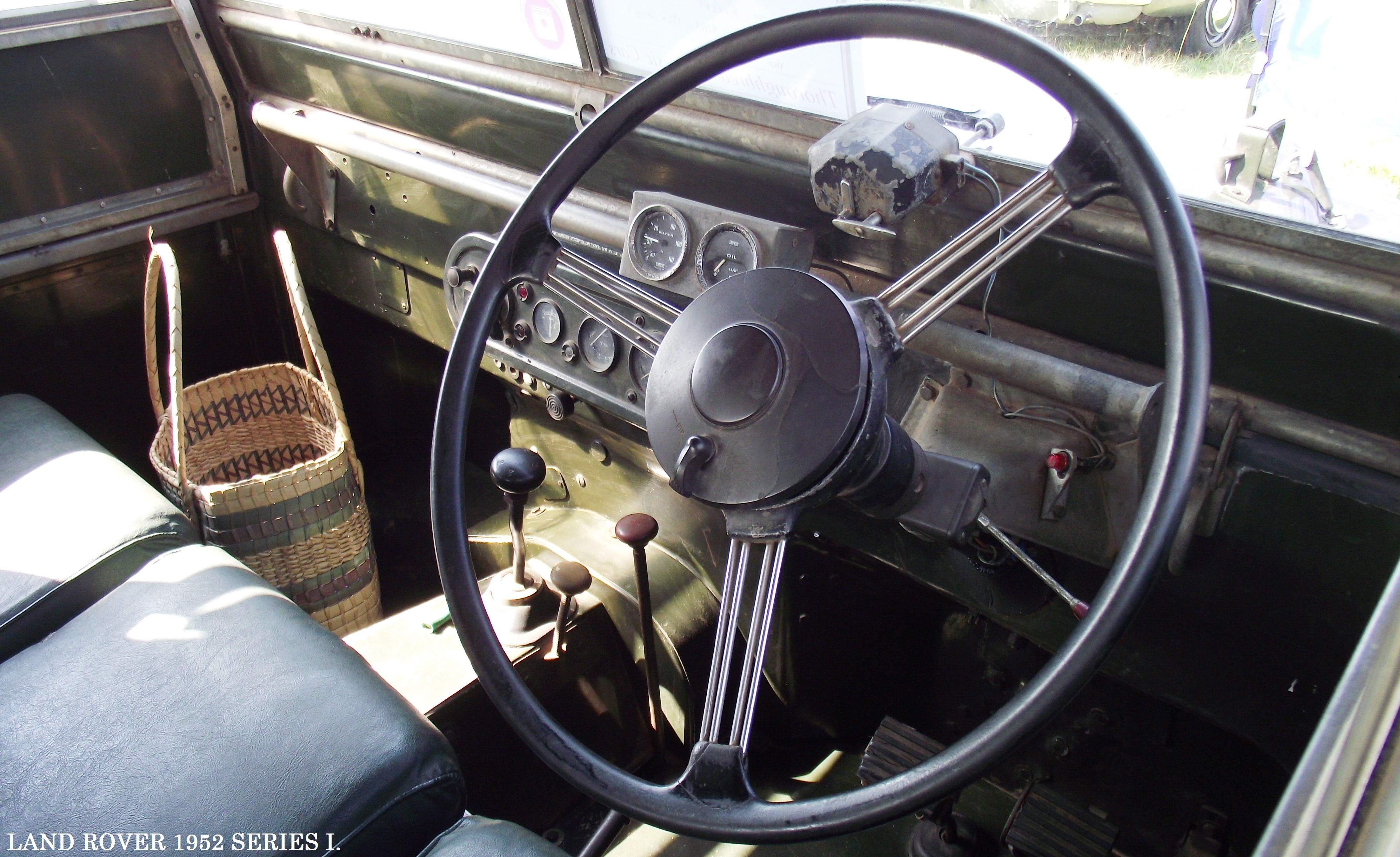
Der Innenraum eines Land Rovers

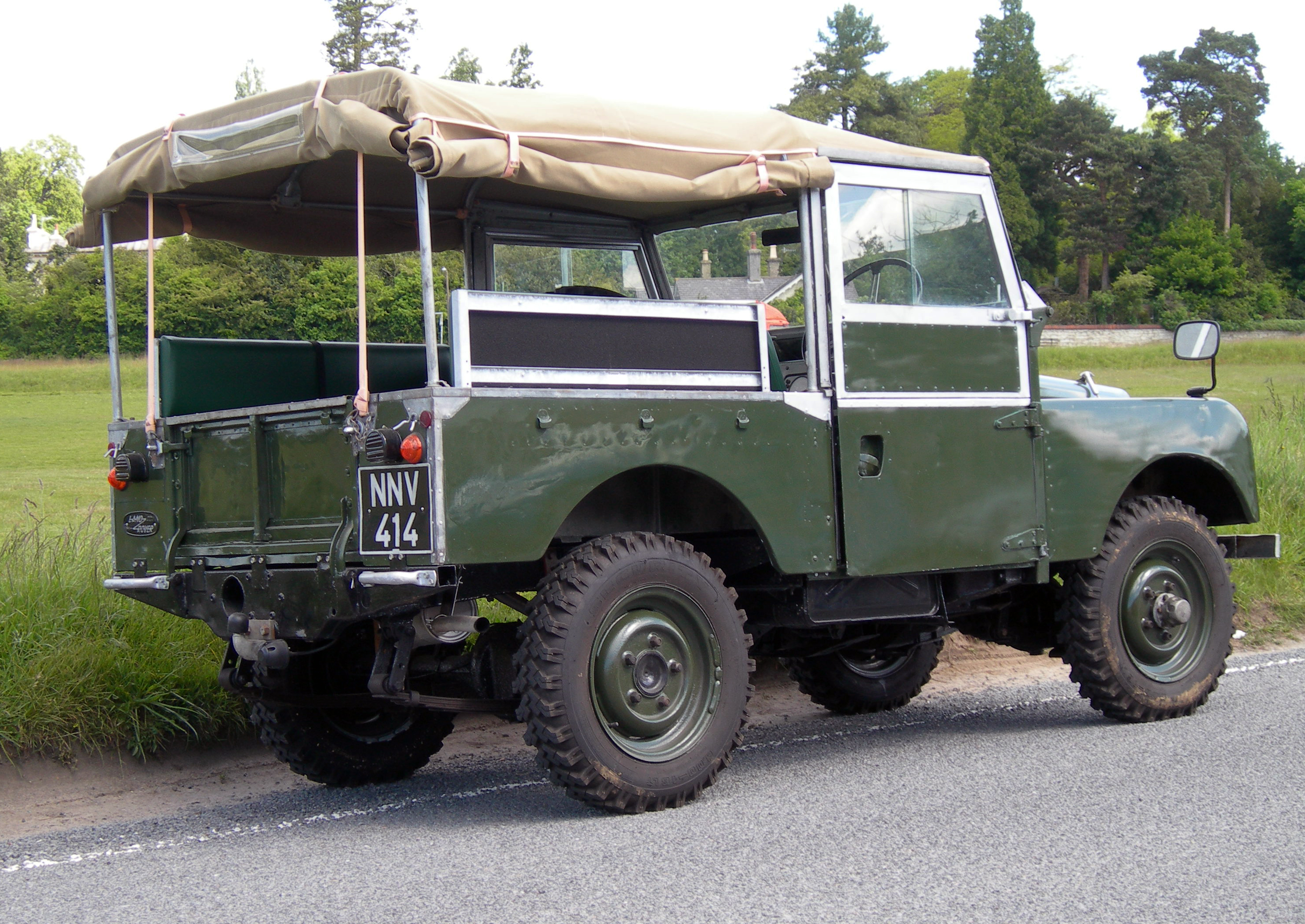
Ansicht von hinten

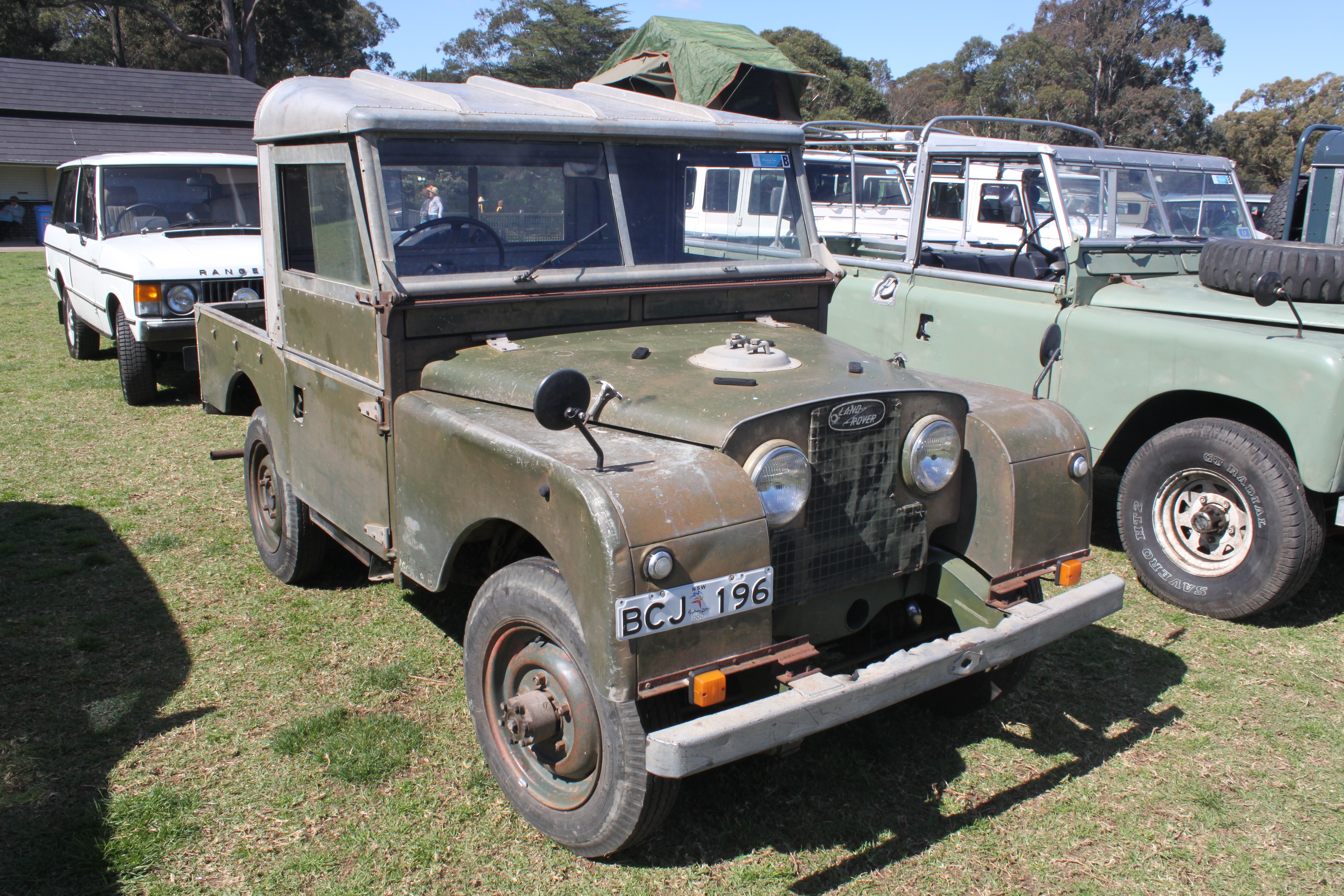
Land Rover 88 mit festem Dach

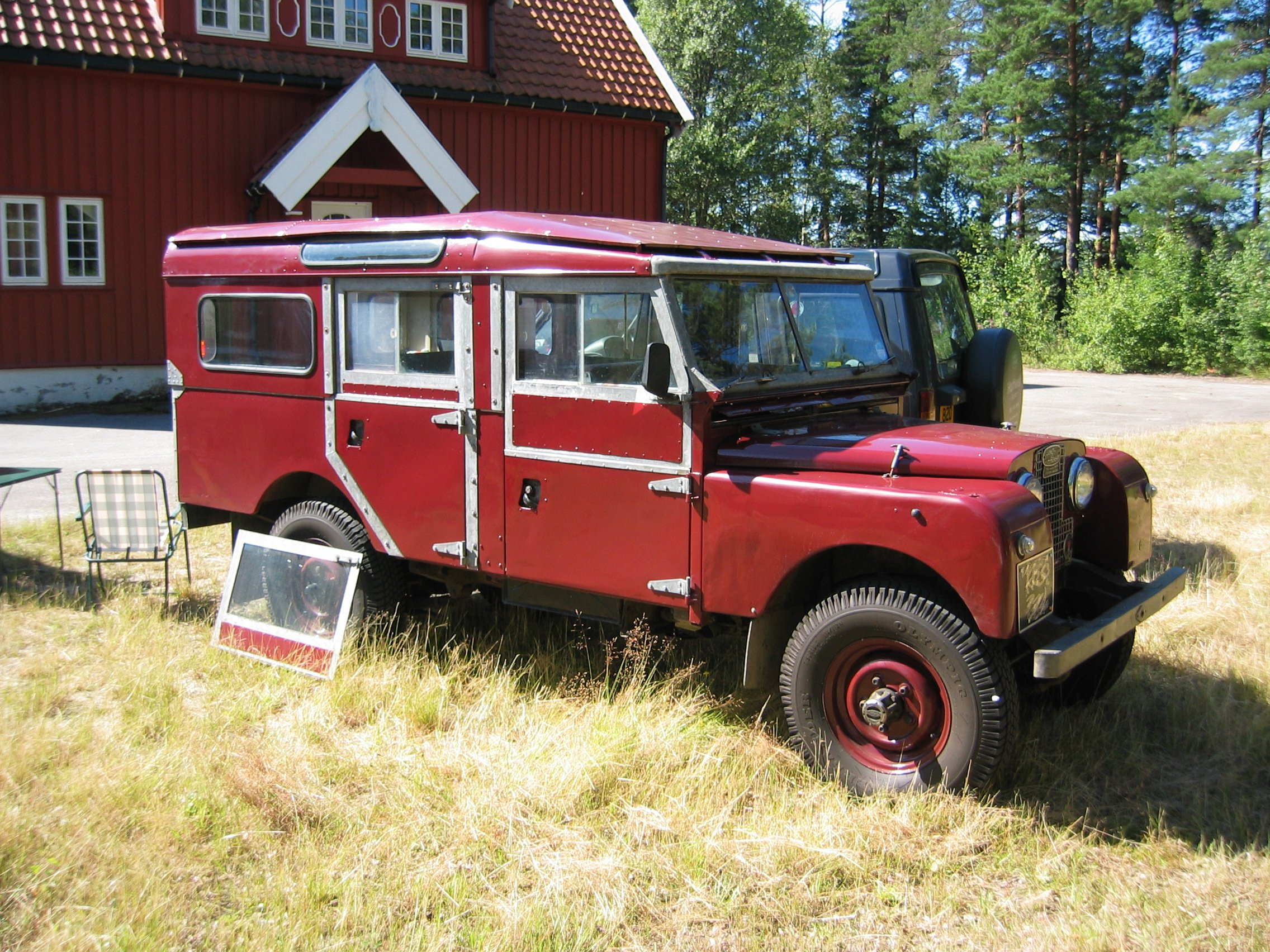
Land Rover 107 als Kombiwagen

Im April 1948 wurde der Land Rover auf der Automobilausstellung in Amsterdam der Öffentlichkeit präsentiert. Das Serienmodell hat ein eigenständig entwickeltes Fahrwerk und teilt sich keine Komponenten mehr mit dem Willys MB. Es wurde nur ein Modell angeboten, ein offener Kübelwagen mit hinter dem Kühlergrillgitter liegenden Scheinwerfern und 80 in (2032 mm) Radstand, das hauptsächlich auf Funktionalität und nicht auf Fahrkomfort ausgelegt war. Der Motor ist ein 1,6-Liter-Ottomotor, dessen Leistung von 50 bhp (etwa 37 kW) für den Einsatzzweck des Fahrzeuges nicht ausreichend ist. Der Wagen wurde um £450 angeboten, was 1948 verhältnismäßig günstig war, da der Land Rover eine Nutzfahrzeugzulassung bekam und daher keine Erwerbssteuer entrichtet werden musste, die für einen Wagen mit Personenwagenzulassung fällig gewesen wäre. Türen und Stoffverdeck waren aufpreispflichtig. Alle Fahrzeuge wurden mit einer grünen Lackierung ausgeliefert.
Schon bald nach seiner Vorstellung entwickelte sich der mit dem Slogan go anywhere („überall hinfahren“) beworbene Land Rover zum Verkaufserfolg, sodass im ersten Produktionsjahr 1948 rund 8000 Fahrzeuge gebaut wurden, was die Erwartungen übertraf. Im Oktober 1948 wurde ein Modell mit festem Dach in die Modellpalette aufgenommen, das sich großer Beliebtheit erfreute. Schnell wurde der Land Rover das meistgebaute Fahrzeug bei Rover. Um die Nachfrage nach einem komfortableren Land Rover zu decken, wurde ab 1949 ein siebensitziger Kombiwagen angeboten, dessen Karosserie in Gemischtbauweise (mit Holzrahmen) von Tickford gebaut wurde. Er war wahlweise als Drei- oder Fünftürer erhältlich. Da dieser Land Rover nicht mehr als Nutzfahrzeug, sondern als Personenkraftwagen eingestuft wurde, musste eine Erwerbssteuer entrichtet werden, sodass der Wagen verhältnismäßig teuer war. Bereits 1951 wurde der Kombiwagen wieder eingestellt; es wurden weniger als 500 Tickfords gebaut, von denen nur wenige bis heute erhalten geblieben sind.
Ursprünglich war ein Allradantriebssystem mit permanentem Vorderachsantrieb eingebaut, das einen Freilauf im Schubbetrieb hatte. Dieser Freilauf wurde mit einem ringartigen Hebel im Fußraum bedient. 1950 wurde der Allradantrieb geändert: Fortan konnte der Vorderachsantrieb mit einem gelben Hebel zugeschaltet werden; wird die Untersetzung mit dem roten Hebel eingelegt, wird so der Vorderachsantrieb zugeschaltet. Der schwache 1,6-Liter-Motor wurde 1951 durch einen Zweilitermotor ersetzt, der 52 bhp (etwa 39 kW) leistet. Die Scheinwerfer wanderten weiter nach vorn, das Kühlergrillgitter war nun T-förmig. Da die Ladefläche des Land Rover äußerst knapp bemessen war, wurde ab 1954 der Radstand auf 86 in (2184 mm) verlängert. 1954 folgte die erste Variante mit langem Radstand, der 107 in (2718 mm) beträgt. Diese Land Rover waren auch als Kombiwagen lieferbar. Um Platz für den ab 1957 angebotenen Dieselmotor zu schaffen, wurde der Radstand beider Modelle ab 1957 um 2 in (51 mm) vergrößert. Die Kombiwagenmodelle des Land Rover waren mit dem sogenannten Safaridach lieferbar: es hat ein „zweites Dach“ über dem Dach, das im Sommer den Innenraum kühlen soll. Abgelöst wurde der Land Rover vom Land Rover Series II; rückwirkend wird der Land Rover seitdem als Land Rover Series I bezeichnet.

## Technik

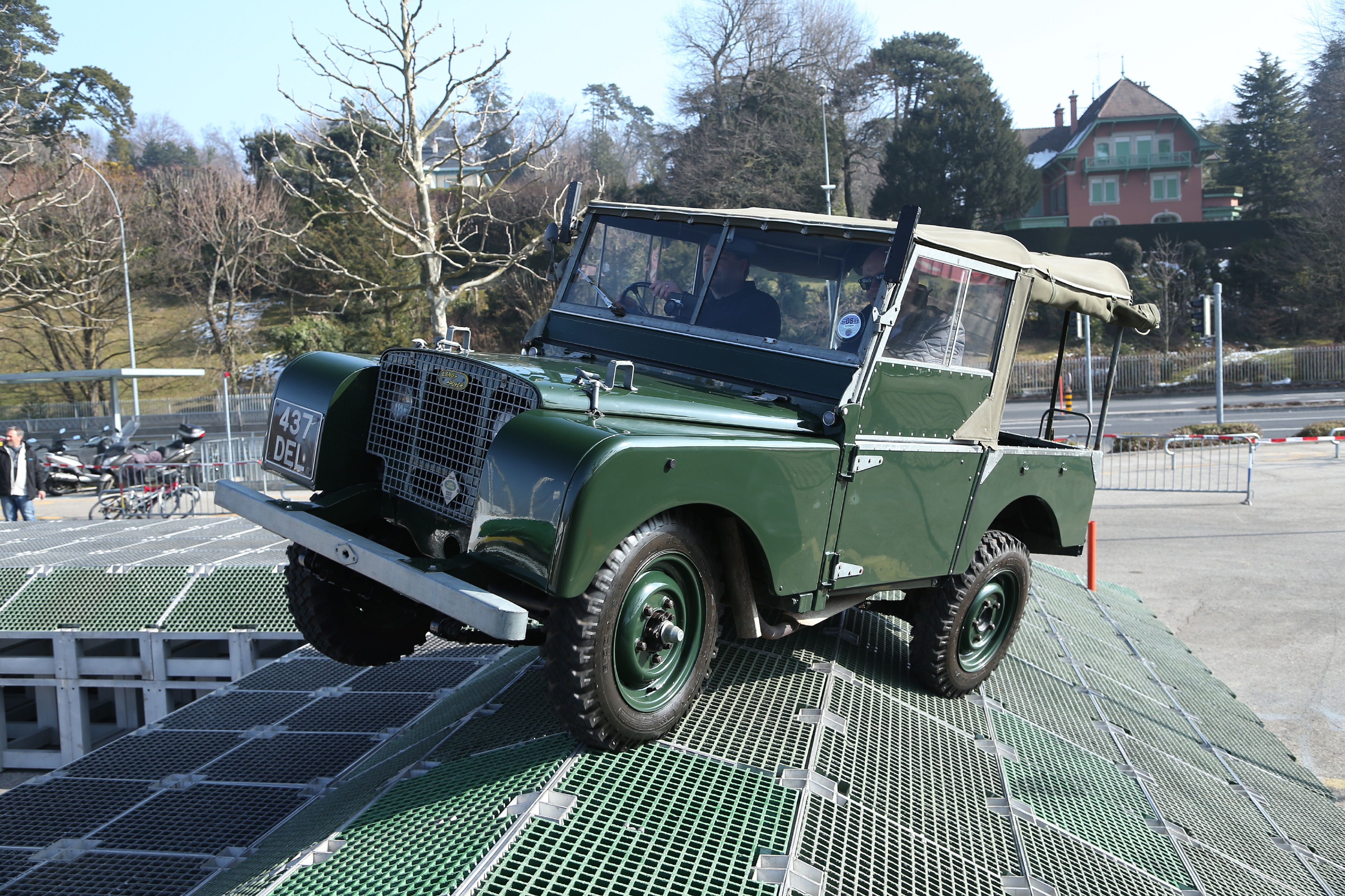
Land Rover 80: Gut sichtbar die Achsverschränkung des Fahrzeuges

Der Land Rover ist ein zweiachsiger Geländewagen mit Kastenrahmen, Allradantrieb und Aluminiumkarosserie, der sich einen Teil seiner Komponenten mit dem Rover P3 teilt. Der Rahmen ist eine äußerst einfache Konstruktion, seine Längsträger wurden aus je vier Blechstreifen zusammengeschweißt. Das hat gegenüber gleich schweren offenen Profilen den Vorteil der größeren Verwindungssteifigkeit und der kostengünstigeren Fertigung. Zwischen den Achsen ist der Rahmen leicht nach unten gekröpft. Vorne und hinten hat der Land Rover starre Banjoachsen, aufgehängt und geführt an untenliegenden Längsblattfedern mit hydraulischen Stoßdämpfern. Diese Konstruktion erlaubt nur eine kleine Achsverschränkung. Auf die Räder sind 16-Zoll-Reifen (406 mm) aufgezogen, die es ab Werk mit drei Breiten 6,0 / 6,5 / 7,0 in (152 / 165 / 178 mm) gab. Der Wagen hat rundum hydraulisch betätigte Trommelbremsen, gelenkt wird mit einer Spindelmutternlenkung.

### Getriebe und Kraftübertragung
Vom Motor wird das Drehmoment über eine Einscheibentrockenkupplung auf das Vierganggetriebe übertragen, das in den Gängen drei und vier synchronisiert ist. Dem Getriebe nachgeschaltet ist ein Vorgelege mit zwei Untersetzungen. Die bis 1950 gebauten Land Rover haben einen halbpermanenten Allradantrieb: Die Hinterachse ist starr mit dem Getriebe verbunden, die Vorderachse jedoch nur halb; die Vorderachse wird zwar permanent angetrieben, aber sie hat einen sperrbaren Freilauf. Diese einfache Konstruktion benötigt kein Mittendifferenzial und wurde 1950 durch ein System ersetzt, bei dem der Vorderachsantrieb mit einem Hebel ein- und ausgeschaltet werden kann. Wird die Untersetzung zugeschaltet, wird auch der Vorderachsantrieb automatisch zugeschaltet; der Vorderachsantrieb kann auch unabhängig von der Untersetzung zugeschaltet werden. Ein Mittendifferenzial, das das Drehmoment bei zugeschaltetem Vorderachsantrieb zwischen Vorder- und Hinterachse ausgleicht, fehlt jedoch auch hier. Stattdessen ist weiterhin die Hinterachse starr mit dem Getriebe verbunden. Die Vorderachse hat beidseitige Antriebsradlagerung, die Hinterachse einseitige Antriebsradlagerung; die Differentialgetriebe sind als Kegelradgetriebe konstruiert und nicht sperrbar. Auf Wunsch war der Land Rover auch mit einer Heckzapfwelle lieferbar.

### Karosserie und Innenraum
Die Außenhaut der Karosserie des Land Rover besteht aus „Birmabright“ (Duralumin), einer Aluminiumlegierung aus dem Flugzeugbau. Die einzelnen Bleche sind miteinander Punktverschweißt. Die Spritzwand und der Rahmen der Windschutzscheibe sind aus Stahl. Die Karosserie ist so konzipiert, dass sie mit wenig Werkzeug aus handbearbeiteten Blechen zusammengesetzt werden kann. Die Türen und die Windschutzscheibe sind lediglich eingehängt, sodass sie mit wenigen Handgriffen demontiert werden können. Die Windschutzscheibe kann umgeklappt werden. Beim ursprünglichen Modell schützt nur ein aufpreispflichtiges Verdeck vor der Witterung. Später gab es auch eine geschlossene Karosserie mit festem Dach, wahlweise als Kombikarosserie oder mit Ladefläche hinten.
Verschiedene Innenraumausstattungen waren für den Land Rover lieferbar, mit Plätzen für drei bis zwölf Personen. In der ersten Reihe sind drei Sitze eingebaut, die sich allesamt umklappen lassen. Im hinteren Teil des Fahrzeuges konnten, je nach Radstand, vier oder acht Sitze geliefert werden. Die Sitze sind platzbedingt nicht für Fahrer geeignet, die größer sind als 185 cm. Sowohl Rechts- als auch Linkslenkervarianten wurden gebaut. Der Kraftstofftank ist beim Rechtslenker unter dem Fahrersitz eingebaut, sodass zum Tanken der Sitz umgeklappt werden muss. Die Bedienelemente sind im Innenraum zentral mittig angeordnet; das in der Mittelkonsole eingebaute Armaturenbrett hat zwei Rundinstrumente: Eine Geschwindigkeitsanzeige und ein Kombiinstrument, das eine Tankanzeige, ein Amperemeter und eine Kühlwassetemperaturanzeige hat.

### Motorisierung

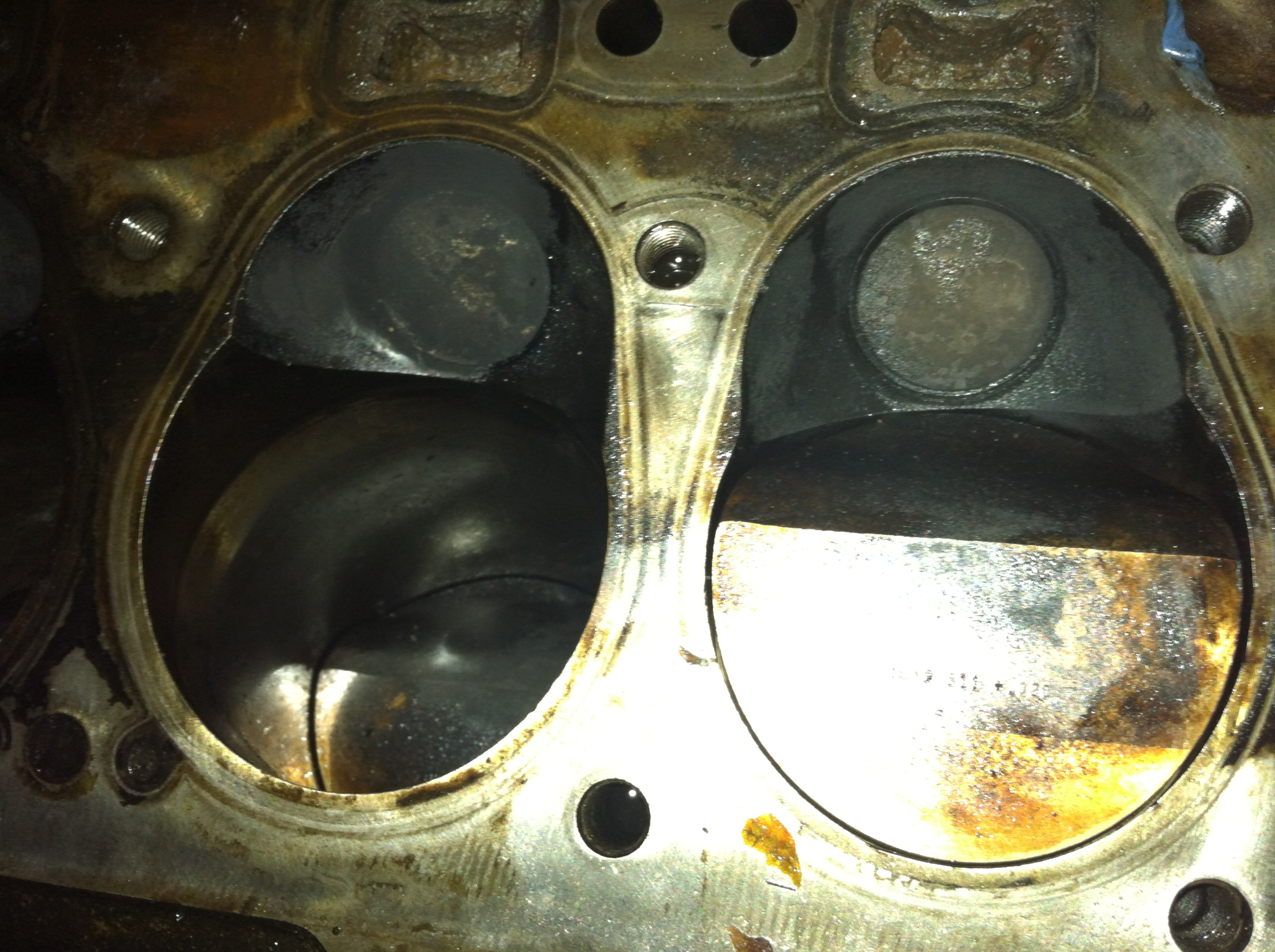
Brennraum des Zweiliter-Motors mit IOE-Ventilsteuerung

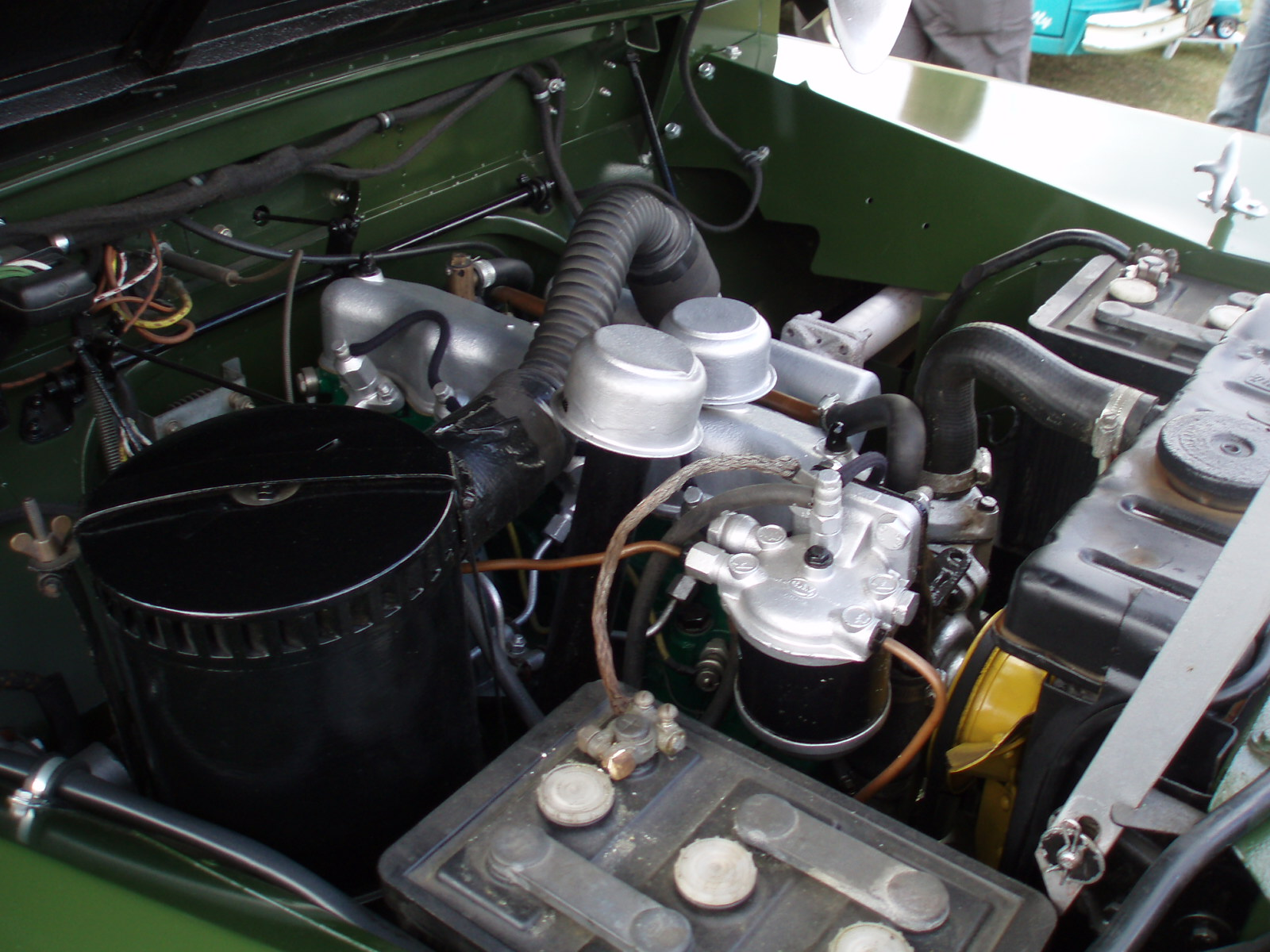
Dieselmotor eines Land Rovers

Der Land Rover wurde mit drei verschiedenen Motoren geliefert, zunächst nur mit einem Ottomotor mit 1,6 Liter Hubraum. Ab 1951 gab es einen stärkeren Zweilitermotor. Ab 1957 stand ein Dieselmotor mit 2 Liter Hubraum zur Wahl. Alle Motoren sind Reihenvierzylindermotoren mit Wasserkühlung und kettengetriebener seitlicher Nockenwelle. Die Ottomotoren sind wechselgesteuert, das heißt das Auslassventil steht und das Einlassventil hängt darüber. Der Dieselmotor hingegen hat hängende Ventile und Laufbuchsen. Die Ottomotoren haben einen Solex-Fallstromvergaser, die Dieselmotoren Wirbelkammereinspritzung. Der Treibstoffverbrauch der Motoren ist sehr hoch.

## Technische Daten im Vergleich
| Kenngrößen            | 80 in                          | 80 in                          | 86 in                          | 88 in                          | 88 in                          | 107 in                         | 109 in                         | 109 in                         |
| --------------------- | ------------------------------ | ------------------------------ | ------------------------------ | ------------------------------ | ------------------------------ | ------------------------------ | ------------------------------ | ------------------------------ |
| Bauzeitraum           | 1948–1951                      | 1951–1954                      | 1954–1957                      | 1956–1958                      | 1957–1958                      | 1954–1957                      | 1957–1958                      | 1957–1958                      |
| Motorisierung         | 1,6-Liter-Ottomotor            | 2,0-Liter-Ottomotor            | 2,0-Liter-Ottomotor            | 2,0-Liter-Ottomotor            | 2,0-Liter-Dieselmotor          | 2,0-Liter-Ottomotor            | 2,0-Liter-Ottomotor            | 2,0-Liter-Dieselmotor          |
| Hubraum               | 1595 cm³                       | 1997 cm³                       | 1997 cm³                       | 1997 cm³                       | 2052 cm³                       | 1997 cm³                       | 1997 cm³                       | 2052 cm³                       |
| Bohrung × Hub         | 69,5 × 105 mm                  | 77,8 × 105 mm                  | 77,8 × 105 mm                  | 77,8 × 105 mm                  | 85,725 × 88,9 mm               | 77,8 × 105 mm                  | 77,8 × 105 mm                  | 85,725 × 88,9 mm               |
| Ventilsteuerung       | IOE                            | IOE                            | IOE                            | IOE                            | OHV                            | IOE                            | IOE                            | OHV                            |
| Gemischbildung        | Fallstromvergaser              | Fallstromvergaser              | Fallstromvergaser              | Fallstromvergaser              | Wirbelkammereinspritzung       | Fallstromvergaser              | Fallstromvergaser              | Wirbelkammereinspritzung       |
| Nennleistung          | 50 PS (36,8 kW)                | 52 PS (38,2 kW) bei 4000/min   | 52 PS (38,2 kW) bei 4000/min   | 52 PS (38,2 kW) bei 4000/min   | 52 PS (38,2 kW) bei 3500/min   | 52 PS (38,2 kW) bei 4000/min   | 52 PS (38,2 kW) bei 4000/min   | 52 PS (38,2 kW) bei 3500/min   |
| max. Drehmoment       | 11 kpm (107,9 Nm) bei 2000/min | 14 kpm (137,3 Nm) bei 1500/min | 14 kpm (137,3 Nm) bei 1500/min | 14 kpm (137,3 Nm) bei 1500/min | 12 kpm (117,7 Nm) bei 2000/min | 14 kpm (137,3 Nm) bei 1500/min | 14 kpm (137,3 Nm) bei 1500/min | 12 kpm (117,7 Nm) bei 2000/min |
| Maße (L × B × H)      | 3353 × 1549 × 1867 mm          | 3353 × 1549 × 1867 mm          | 3569 × 1549 × 1867 mm          | 3569 × 1549 × 1867 mm          | 3569 × 1549 × 1867 mm          | 4407 × 1549 × 1867 mm          | 4407 × 1549 × 1867 mm          | 4407 × 1549 × 1867 mm          |
| Radstand              | 2032 mm                        | 2032 mm                        | 2184 mm                        | 2235 mm                        | 2235 mm                        | 2718 mm                        | 2769 mm                        | 2769 mm                        |
| Bodenfreiheit         | ca. 200 mm                     | ca. 200 mm                     | ca. 200 mm                     | ca. 200 mm                     | ca. 200 mm                     | ca. 200 mm                     | ca. 200 mm                     | ca. 200 mm                     |
| Masse                 | 2.594 lb (1.177 kg)            | 2.604 lb (1.181 kg)            | 2.702 lb (1.226 kg)            | 2.740 lb (1.243 kg)            | 2.936 lb (1.332 kg)            | 2.740 lb (1.243 kg)            | 3.080 lb (1.397 kg)            | 3.276 lb (1.486 kg)            |
| Höchstgeschwindigkeit | 55 mph (89 km/h)               | 55 mph (89 km/h)               | 55 mph (89 km/h)               | 55 mph (89 km/h)               | 45 mph (72 km/h)               | 55 mph (89 km/h)               | 55 mph (89 km/h)               | 45 mph (72 km/h)               |